# Yákov Sverdlov
Yákov Mijáilovich Sverdlov (del ruso: Яков Михайлович Свердлов) (Nizhni Nóvgorod, 22 de mayojul./ 3 de junio de 1885greg.-Oriol, 16 de marzo de 1919), su nombre original era Yákov-Aaron Mijáilovich Sverdlov (Янкель Мовшевич Свердлов)[cita requerida] –conocido bajo los pseudónimos de "Andréi", "Mijálych", "Maks", "Smirnov" y "Permiakov"– fue un político revolucionario soviético de origen judeo-ruso, líder del partido bolchevique, además de alto funcionario de la República Socialista Federativa Soviética de Rusia, nación heredera del imperio previa a la constitución de la Unión Soviética. Fue, junto con el presidente del Sóviet de los Urales, Filipp Goloshchokin, el autor intelectual de las ejecuciones sumarias del zar Nicolás II y su familia en Ekaterimburgo, y presumiblemente además de la muerte de varios de los miembros de la familia Románov y de otros aristócratas zaristas.

## Biografía

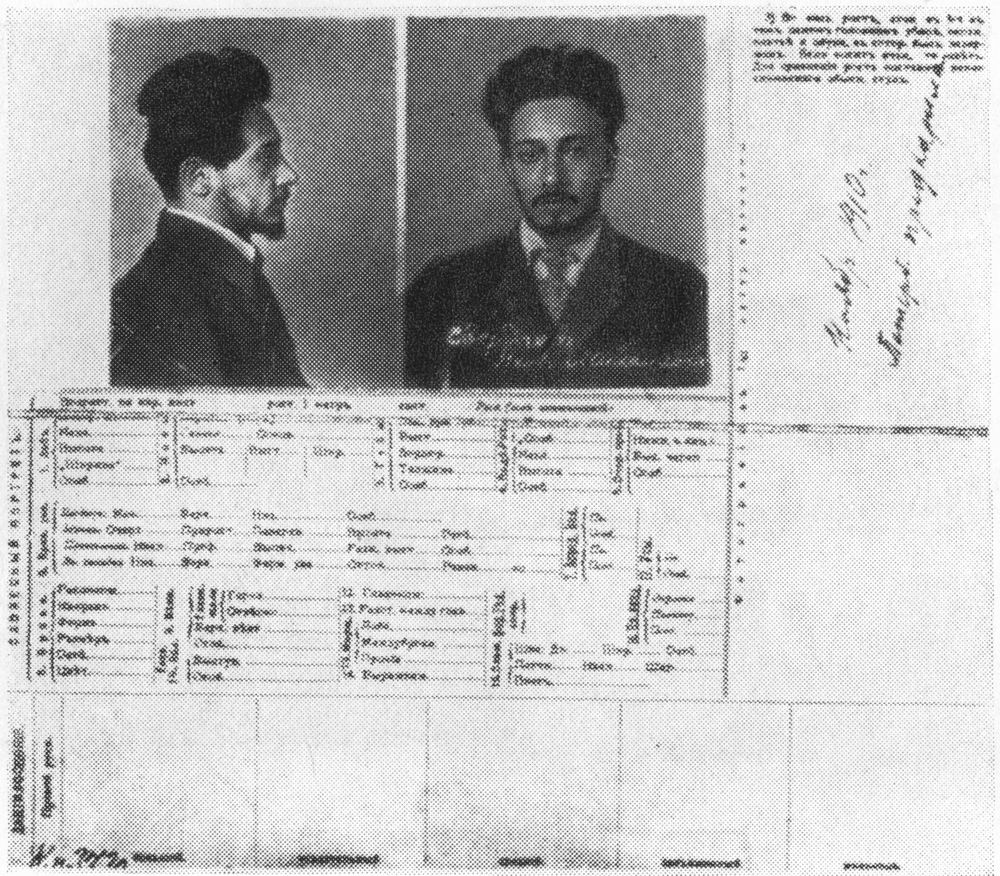
Archivo de la policía zarista sobre Sverdlov.

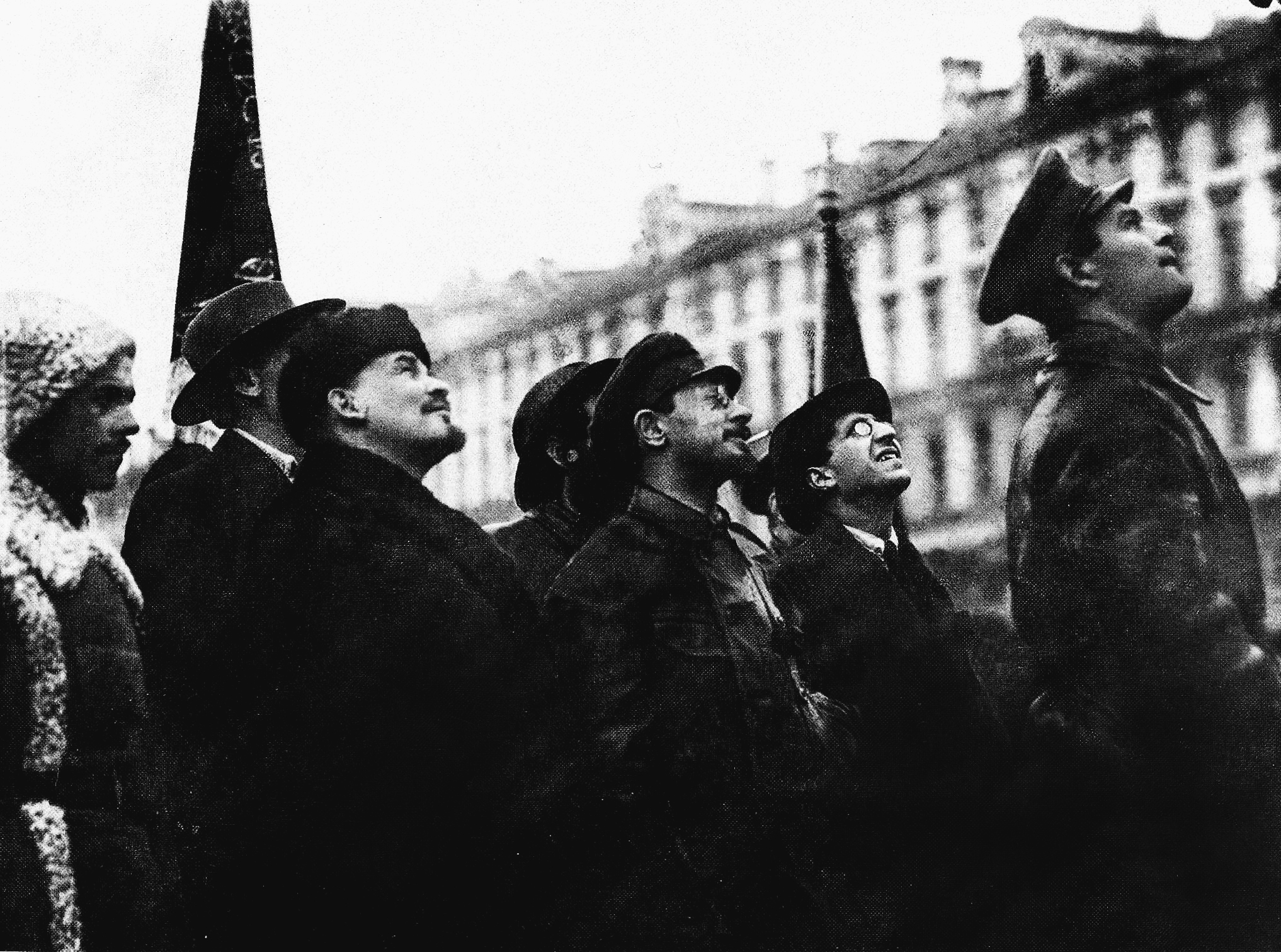
Sverdlov y Lenin en la celebración del primer aniversario de la Revolución de octubre.

Sverdlov nació en Nizhni Nóvgorod como Solomon Mijáilovich Sverdlov de padres judíos Mijaíl Izrailevich Sverdlov y Elizaveta Solomonova. Su padre era un grabador políticamente activo que producía documentos falsificados y almacenaba armas para la clandestinidad revolucionaria. La familia Sverdlov tuvo seis hijos: dos hijas (Sofia y Sara) y cuatro hijos (Zinovy, Yákov, Veniamin y Lev). Después de la muerte de su esposa en 1900, Mijaíl se convirtió con su familia a la Iglesia Ortodoxa Rusa, se casó con Maria Aleksándrovna Kormiltseva y tuvo dos hijos más, Herman y Alexander. El hermano mayor de Yákov, Zinovy, fue adoptado por Máximo Gorki, quien era un invitado frecuente en la casa.
Yákov Sverdlov se unió al Partido Obrero Socialdemócrata de Rusia ruso en 1902, y luego a la facción bolchevique, apoyando a Vladímir Lenin. Estuvo involucrado en la Revolución de 1905 mientras vivía en los Montes Urales.
Después de cuatro años de secundaria, se convirtió en un importante activista y orador en Nizhni Nóvgorod. La mayor parte del tiempo desde su arresto en junio de 1906 hasta 1917 fue encarcelado o exiliado. Durante el período 1914-1916 estuvo en el exilio interno en Turukhansk, Siberia, junto con Iósif Stalin. Ambos habían sido traicionados por el agente de Ojrana, Roman Malinovsky. Al igual que Stalin, fue cooptado en ausencia a la Conferencia de Praga de 1912.

### Líder del Sóviet de Petrogrado
Después de la Revolución de febrero de 1917, Sverdlov regresó a Petrogrado del exilio y fue reelegido para el Comité Central del Partido Comunista. Jugó un papel importante en la planificación de la Revolución de octubre. Conoció a Lenin por primera vez en abril de 1917 y posteriormente se le confió la presidencia de la Secretaría del Comité Central. Sverdlov fue elegido presidente del Comité Ejecutivo Central de toda Rusia en noviembre, convirtiéndose así en jefe de Estado de iure de la RSFS Rusa hasta su muerte. Jugó un papel importante en la decisión de enero de 1918 de poner fin a la Asamblea Constituyente de Rusia y la posterior firma el 3 de marzo del Tratado de Brest-Litovsk.
Sverdlov tenía una memoria prodigiosa y pudo retener los nombres y detalles de sus compañeros revolucionarios en el exilio. Su capacidad organizativa fue bien considerada y, durante su presidencia, se iniciaron miles de comités locales del partido. Sverdlov es a veces considerado como el primer jefe de Estado de la Unión Soviética, aunque no se estableció hasta 1922, tres años después de su muerte.

### Erradicación de la figura del Zar
Tuvo un papel crucial y determinante en el destino final de la familia del zar Nicolás II e hizo todos los movimientos administrativos y ejecutivos que estuvieron a su alcance para que no se les diera escape o asilo político en otros países durante el régimen de Kérenski. 
Por órdenes de su superior, Lenin, instruyó al Sóviet de los Urales, presidido por Filipp Goloshchokin, y representado por el comisario de la Cheka Yákov Yurovski, la ejecución sumaria y sin juicio de la familia real. 
Él mismo dio instrucciones para destruir toda evidencia del asesinato y posterior desinformación. Existe gran probabilidad de que también tenga que ver con la persecución y muerte de varios miembros de la familia imperial, tales como de Isabel Fiódorovna, la hermana mayor de la emperatriz, el duque Miguel IV de Rusia, el gran duque Sergio Mijáilovich y otros nobles.
Según los diarios de León Trotski, tras regresar del frente en la guerra civil rusa tuvo la siguiente conversación con Sverdlov:

Mi siguiente visita a Moscú tuvo lugar después de la caída [temporal] de Ekaterimburgo [a manos anticomunistas]. Hablando con Sverdlov, le pregunté de paso: "Oh, sí, ¿y dónde está el zar?"

"Muerto", me dijo. "Ha sido ejecutado".
"¿Y dónde está su familia?".
"La familia, muerta con él".
"¿Todos?", pregunté, aparentemente con gesto de sorpresa.
"Todos", replicó Sverdlov. "¿Qué pasa?". Estaba esperando ver mi reacción, por lo que no contesté.
"¿Y quién tomó la decisión?", pregunté.
"Lo decidimos aquí. Ilich creía que no deberíamos dejar a los Blancos un trofeo vivo para pasearse, especialmente en las circunstancias actuales tan difíciles."

No hice más preguntas y consideré el asunto cerrado.

Una investigación llevada a cabo en 1990 por el historiador Edvard Radzinsky corroboró estos hechos y desveló el papel de Sverdlov en la ejecución del zar Nicolás II de Rusia y su familia en Ekaterimburgo.
Aliado cercano de Vladímir Lenin, Sverdlov desempeñó un importante papel persuadiendo a los líderes bolcheviques para que aceptasen las controvertidas decisiones que desembocaron en la disolución de la Asamblea Constituyente y en la firma del Tratado de Brest-Litovsk con Alemania. Luego, al estallar la guerra civil rusa recorrió el país de ciudad en ciudad y de aldea en aldea llamando al pueblo a combatir contra el Ejército Blanco y defender la revolución socialista.

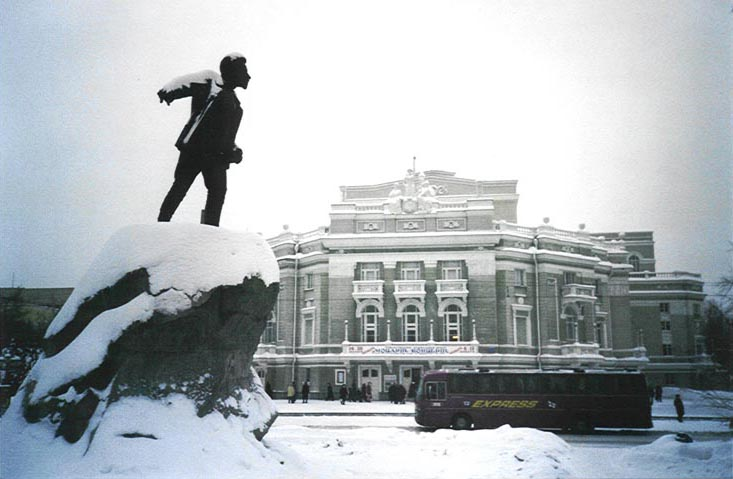
Ekaterimburgo nevada con la estatua de Sverdlov al frente.

Aleksandra Kolontái lo consideró como un valioso apoyo en la lucha que ella encabezaba para la «liberación de las clases obreras en todos los sentidos» durante el otoño de 1918.
Suele decirse que Sverdlov fue el primer jefe de Estado de la Unión Soviética, pero no es del todo cierto, ya que la Unión Soviética como tal no se formó hasta 1922. Como presidente del Comité Ejecutivo Central Panruso (VTsIK), fue jefe de Estado de facto de Rusia desde la Revolución de Octubre hasta su muerte.

### Vida final y legado
A los ocho meses del magnicidio del Zar y su familia, murió repentinamente afectado de gripe durante la epidemia de 1919 en la ciudad de Oriol. 
La ciudad de Ekaterimburgo fue renombrada como Sverdlovsk en 1924 para honrarlo. En 1991, la ciudad recuperó su antiguo nombre tras la disolución de la Unión Soviética, si bien la provincia, óblast de Sverdlovsk, mantiene su nombre. El Nóvik, un destructor cabeza de su clase, fue también renombrado como Yákov Sverdlov. 
Está enterrado en la Necrópolis de la Muralla del Kremlin de Moscú.